# Kalayaan (Laguna)
Kalayaan è una municipalità di quinta classe delle Filippine, situata nella Provincia di Laguna, nella Regione del Calabarzon.
Kalayaan è formata da 3 baranggay:
- Longos
- San Antonio
- San Juan (Pob.)